# Wenceslau Braz (Paraná)
Wenceslau Braz ist ein brasilianisches Munizip im Norden des Bundesstaats Paraná. Es hat 19.188 Einwohner (2022), die sich Brazenser nennen. Seine Fläche beträgt 398 km². Es liegt 818 Meter über dem Meeresspiegel.

## Etymologie
Das Munizip gab sich seinen Namen zu Ehren von Venceslau Brás, dem früheren Präsidenten Brasiliens, der am Ende der Guerra do Contestado Staatsoberhaupt war. Er unterzeichnete auch das Gesetz, mit dem Paraná 28.000 km² im Jahr 1916 an Santa Catarina abgeben musste.

## Geschichte

### Besiedlung
Im Jahr 1915 ließ sich der Landbesitzer Joaquim Miranda aus São José da Boa Vista auf dem Gebiet der Comarca Tomazina nieder. Joaquim Miranda war der erste Bewohner der Siedlung Wenceslau Braz. Die Hauptattraktion der neuen Siedlung war die Trasse der Paranapanema-Zweigbahn und das bei Kilometer 70 geplante Ausbesserungswerk. Mit dem Zuzug neuer Bewohner entwickelte sich der Ort rasch. Im Juli 1917 wurde das neue Patrimônio unter dem Namen Novo Horizonte gesetzlich geschaffen.
Der Name wurde auf Brazópolis geändert, als der Ort im Oktober 1920 zum Distrikt erhoben wurde. Er erhielt 1929 den Namen von Venceslau Braz, des Staatspräsidenten, der anlässlich seiner Amtseinführung die Eisenbahnlinie einweihte.

### Erhebung zum Munizip
Wenceslau Braz wurde durch das Staatsgesetz Nr. 21 vom 17. Oktober 1935 aus Tomazina ausgegliedert und in den Rang eines Munizips erhoben. Es wurde am 26. November 1935 als Munizip installiert.

## Geografie

### Fläche und Lage
Wenceslau Braz liegt auf dem Segundo Planalto Paranaense (der Zweiten oder Ponta-Grossa-Hochebene von Paraná). Seine Fläche beträgt 398 km². Es liegt auf einer Höhe von 818 Metern.

### Vegetation
Das Biom von Wenceslau Braz ist Cerrado und Mata Atlântica.

### Klima
Das Klima ist gemäßigt warm. Es gibt viel Niederschlag (1593 mm pro Jahr), selbst im trockensten Monat. Die Klimaklassifikation nach Köppen und Geiger lautet Cfa. Im Jahresdurchschnitt liegt die Temperatur bei 19,8 °C.

### Gewässer
Wenceslau Braz liegt zu zwei Dritteln im Einzugsgebiet des Rio Itararé. Dessen linker Nebenfluss Rio da Pescaría bildet die südliche Grenze des Munizips.
Das restliche Drittel wird zum Rio das Cinzas vor allem durch den Ribeirão Novo oder den Água do Matadouro entwässert.

### Straßen
Wenceslau Braz liegt an der PR-092 von Jaguariaíva nach Andirá und zum Paranapanema am Kraftwerk Canoas II. Über die PR-422 kommt man im Norden nach Tomazina.

### Eisenbahn
Die Eisenbahnlinie, der das Munizip seine Entstehung verdankt, wurde vor einigen Jahren kommerziell stillgelegt. Die Schienen sind jedoch noch vorhanden. Sie werden gelegentlich von ALL (América Latina Logística) mit Prüfzügen inspiziert. Die Linie verbindet Jaguariaíva im Süden mit Jacarezinho/Marques dos Reis im Norden.

### Nachbarmunizipien
| Tomazina | Siqueira Campos                             | Santana do Itararé    |
|          | Kompassrose, die auf Nachbargemeinden zeigt | São José da Boa Vista |
|          | Arapoti                                     |                       |

## Stadtverwaltung
Bürgermeister: Atahyde Ferreira dos Santos Junior, PSD (2021–2024)
Vizebürgermeister: Luiz Carlos Vidal, PSB (2021–2024)

## Demografie

### Bevölkerungsentwicklung
| Jahr | Einwohner | Stadt | Land |
| ---- | --------- | ----- | ---- |
| 1940 | 12.454    | 15 %  | 85 % |
| 1950 | 13.732    | 20 %  | 80 % |
| 1960 | 21.511    | 26 %  | 74 % |
| 1970 | 15.688    | 40 %  | 60 % |
| 1980 | 18.452    | 49 %  | 51 % |
| 1991 | 18.872    | 68 %  | 32 % |
| 2000 | 19.559    | 76 %  | 24 % |
| 2010 | 19.298    | 80 %  | 20 % |
| 2022 | 19.188    |       |      |

Quelle: IBGE (2011) und Volkszählung 2022

### Ethnische Zusammensetzung
| Gruppe * | 1991    | 2000    | 2010    | wer sich als …                                                                   |
| --- | ------- | ------- | ------- | -------------------------------------------------------------------------------- |
| Weiße | 77,2 %  | 81,9 %  | 75,4 %  | weiß bezeichnet                                                                  |
| Schwarze | 2,1 %   | 2,4 %   | 1,7 %   | schwarz bezeichnet                                                               |
| Gelbe | 0,4 %   | 0,8 %   | 1,1 %   | von fernöstlicher Herkunft wie japanisch, chinesisch, koreanisch etc. bezeichnet |
| Braune | 20,1 %  | 14,5 %  | 21,7 %  | braun oder als Mischung aus mehreren Gruppen bezeichnet                          |
| Indigene | 0,0 %   | 0,1 %   | 0,1 %   | Ureinwohner oder Indio bezeichnet                                                |
| ohne Angabe | 0,2 %   | 0,2 %   | 0,0 %   |                                                                                  |
| Gesamt | 100,0 % | 100,0 % | 100,0 % |                                                                                  |
| *) Anmerkung: Das IBGE verwendet für Volkszählungen ausschließlich diese fünf Gruppen. Es verzichtet bewusst auf Erläuterungen. Die Zugehörigkeit wird vom Einwohner selbst festgelegt. |         |         |         |                                                                                  |

Quelle: IBGE (Stand: 1991, 2000 und 2010)

## Wirtschaft
Die Wirtschaft stützt sich vor allem auf landwirtschaftliche Aktivitäten wie den Anbau von Mais, Bohnen, Sojabohnen oder Tomaten sowie auf Rinder-, Schweine- und Geflügelzucht. Die Entwicklung wurde stark von Einwanderern aus dem Nahen Osten und Ukrainern, Polen, Italienern und Japanern geprägt.
Die Gemeinde war das regionale Zentrum des ehemaligen Instituto Brasileiro do Café (IBC), dessen Regionallager eine Kapazität von über 600.000 Säcken Kaffee hatte. Kaffee wurde in den 1950er und 1960er Jahren in der Region in großem Umfang angebaut. Er erlebte dann einen Niedergang und wurde zunehmend durch andere Kulturen ersetzt.